# Bajterek
De Bajterek (Kazachs: Бәйтерек, Bäytterek), vertaald als grote boom, is een monument en observatietoren in Astana, Kazachstan. Dit in 1997 gebouwde monument is het symbool van Nur-Sultan en staat ook voor de overdracht van de hoofdstadsstatus van Almaty naar Astana in dat jaar.
De toren stelt een populier voor die een gouden ei omhoog haalt. Het is een verbeelding van het mythische verhaal van Samruk en de levensboom. Volgens de Perzische legende legde de magische vogel Samruk een ei in de levensboom Gaokerena. Toen Samruk wegvloog liet hij de boom schudden waardoor er zaden uit de boom vielen. Deze zaden zouden de basis zijn voor alle plantensoorten en zou de mensheid hebben genezen van al haar kwalen.
De toren is 105 meter hoog en heeft een smalle onderkant. De toren staat op een verhoogd platform. Het bestaat uit een smalle cilindrische schacht, omgeven door witte tak-achtige liggers die de top ondersteunen. De top stelt het ei voor en heeft een diameter van 22 meter.
Het observatiedek bevindt zich 97 meter boven de grond. Dit correspondeert met het jaartal 1997. In dat jaar werd Astana de hoofdstad van Kazachstan. Vanaf het platform is de stad helemaal te bekijken. Het tweede, hoger gelegen, platform is te bereiken met de trap. Daar is een handafdruk in goud te vinden van Noersoeltan Nazarbajev, de eerste president van Kazachstan. Bezoekers kunnen hun hand in zijn hand plaatsen en een wens doen.